# Гил Гавбара
Гил Гавбара (перс: گیل گیلانشاه), также известный как Гавбари, был царем и основателем династии дабуйидов в 642 году и правил до своей смерти в 660 году.

## Происхождение
По словам Ибн Исфандияра, Дабуйиды произошли от Замаспа, брата сасанидского шаха Кавада I. Гил Гавбара был сыном Пируза, который описывается как храбрый, как иранский мифологический герой Рустам. Позже Пируз стал правителем Гиляна и женился на женщине, которая родила ему сына по имени Гил Гавбара.

## Биография
Пируз умер около 642 г., и ему наследовал Гил Гавбара в качестве правителя Гиляна. Позже Гил Гавбара получил весь Табаристан, что привело к официальному присвоению титулов Гил-Гилан («правитель Гиляна») и Падишхваргаршах («Шах Падишхваргар», старое название гор Табаристана) сыну Гила Гавбары Дабуя от Йездигерда III, последнего сасанидского шаха.